# San Pedro de Caranavi
San Pedro de Caranavi ist eine Ortschaft im Departamento La Paz im südamerikanischen Anden-Staat Bolivien.

## Lage im Nahraum
San Pedro ist eine Ortschaft im Kanton Choro im Municipio Caranavi in der Provinz Caranavi. Die Gemeinde liegt auf einer Höhe von 776 m am Río Coroico, der flussabwärts in den Río Kaka mündet, einen Nebenfluss des Río Beni.

## Geographie
San Pedro liegt am Ostrand der Cordillera Real in den bolivianischen Yungas, einer Übergangsregion zwischen dem Hochland der Anden (Altiplano) und dem tropischen Tiefland mit dem Amazonas-Regenwald. Das Klima ist ein typisches Tageszeitenklima, bei dem die mittleren Temperaturschwankungen im Tagesverlauf deutlicher ausfallen als im Jahresverlauf.
Die Jahresdurchschnittstemperatur der Ortschaft liegt bei 22 °C (siehe Klimadiagramm Choro), die Monatsdurchschnittswerte schwanken zwischen 19 °C im Juni/Juli und 23 °C von Oktober bis März. Die durchschnittlichen Tageshöchsttemperaturen liegen ganzjährig zwischen 26 °C und 30 °C, die nächtlichen Tiefstwerte betragen im langjährigen Durchschnitt 11–12 °C im Juni/Juli und 18 °C im Dezember und Januar. Der durchschnittliche Jahresniederschlag beträgt 1300 mm, mit einer kurzen  Trockenzeit bei Monatswerten um 20 mm im Juni/Juli und Monatshöchstwerten von etwa 200 mm von Dezember bis Februar.

## Verkehrsnetz
San Pedro liegt 131 Straßenkilometer nordöstlich von La Paz, der Hauptstadt des gleichnamigen Departamentos.
Von La Paz aus führt die asphaltierte Nationalstraße Ruta 3 über Cotapata vorbei an Coroico über Santa Bárbara, Challa und Choro nach San Pedro, und weiter über Caranavi nach Trinidad am Río Mamoré.

## Bevölkerung
Die Einwohnerzahl der Ortschaft ist in den vergangenen beiden Jahrzehnten drastisch zurückgegangen:
| Jahr | Einwohner | Quelle       |
| ---- | --------- | ------------ |
| 1992 | 129       | Volkszählung |
| 2001 | 108       | Volkszählung |
| 2012 | 33        | Volkszählung |
| 2024 |           | Volkszählung |